# 姚宗鑑
姚宗鑑蒙席（1918年1月24日—2012年10月24日），聖名若望，是臺灣外省籍天主教會神父、教育家，出生自浙江樂清，學歷至宗座聖多瑪斯大學哲學博士、輔仁大學榮譽法學博士。其為基隆市聖心中小學創辦人，曾任耕莘醫院院長、輔仁大學哲學系教師、天主教台北總教區副主教等職，同時也是促成輔仁大學醫學院建立的關鍵人物之一。

## 簡歷
姚宗鑑晉鐸為神父後，曾擔任浙江省三德小學校長，為其來臺後從事教育事業播下種子。1952年為逃離中共政權對天主教神職人員的迫害離開中國大陸，輾轉經嵊泗列島與大陳島，滯留大陳島一年後，於1953年來到臺灣，先期從事福傳工作。1956年負責成立基隆耶穌聖心堂，1962年籌設聖心幼稚園，1964年設立聖心診所，1965年創辦設立聖心小學（今輔大聖心國民小學），於1969年籌設聖心工商（今輔大聖心高級中學），並長期兼任上述兩校的校長。
擔任耕莘醫院院長期間，眼見天主教會在臺灣各地的醫療院所缺乏人才，與多位教會醫院院長上書，希望能為臺灣天主教會建立一所醫學院，最終促成輔仁大學於1990年成立醫學院，成為臺灣天主教會第一所醫學專門學校。
1980年代後期，姚宗鑑罹患癌症，又因年事已高，遂先後辭去聖心中小學校長職務，退居幕後主持校務，仍任台北副主教至2008年為止。之後獲頒中華民國私校十大教育家，國際名人錄封為亞洲五百大領導者之一。2012年因肺炎逝世。為紀念其促成輔仁大學醫學院成立的功績，輔仁大學校方立有一半身塑像於校內的國璽樓圖書館。